# Bruno Sammartino
Bruno Leopoldo Francesco Sammartino, né le 6 octobre 1935 à Pizzoferrato et mort le 18 avril 2018 à Pittsburgh, est un catcheur (lutteur professionnel) italien.
Il est essentiellement connu pour son travail à la World Wide Wrestling Federation / World Wrestling Federation (WWWF / WWF) où il remporte à deux reprises le championnat du monde poids-lourds de la WWWF, établissant le record du plus long règne de 2803 jours. Il est membre du Professional Wrestling Hall of Fame and Museum en 2002 et du WWE Hall of Fame en 2013.

## Biographie

### Jeunesse
Bruno Sammartino est le cadet d'une famille de sept enfants et grandit à Pizzoferrato. En 1943, l'armée allemande envahit le village. Au cours de l'occupation par les Allemands, il tombe gravement malade et sa mère se faufile hors du village pour trouver de la nourriture. Il récupère et quitte l'Italie en 1950 pour Pittsburgh où toute la famille rejoint le père, parti avant la guerre.

### Carrière de catcheur (1959-1987)

#### Débuts (1959-1963)
Bruno Sammartino se fait connaître d'abord en tant qu'homme fort et c'est grâce à ses prestations que Ruddy Miller, un promoteur de la région, décide de lui donner une chance. Il effectue ses premiers matchs à la fin de l'année 1959.
Rapidement, Vince McMahon, Sr. le remarque et il commence à lutter régulièrement pour la Capitol Wrestling Federation (CWF). C'est cependant à la Maple Leaf Wrestling, une fédération de l'Ontario, qu'il remporte son premier titre en devenant champion international par équipes (version Toronto) avec Billy Watson le 27 septembre 1962 après leur victoire par disqualification face à Bulldog Brower et Sweet Daddy Siki. Le 22 novembre 1962 il devient champion poids-lourds des États-Unis de la National Wrestling Alliance (Version Toronto) après sa victoire sur Johnny Valentine. Son règne est bref puisqu'il s'arrête le 14 décembre après sa défaite face à Valentine,. Le 28 février 1963, c'est le titre de champion international par équipe qu'il perd avec Watson après leur défaite face à Bulldog Brower et Johnny Valentine. 

#### Capitol Wrestling Federation / World Wide Wrestling Federation / World Wrestling Federation (1961-1987)

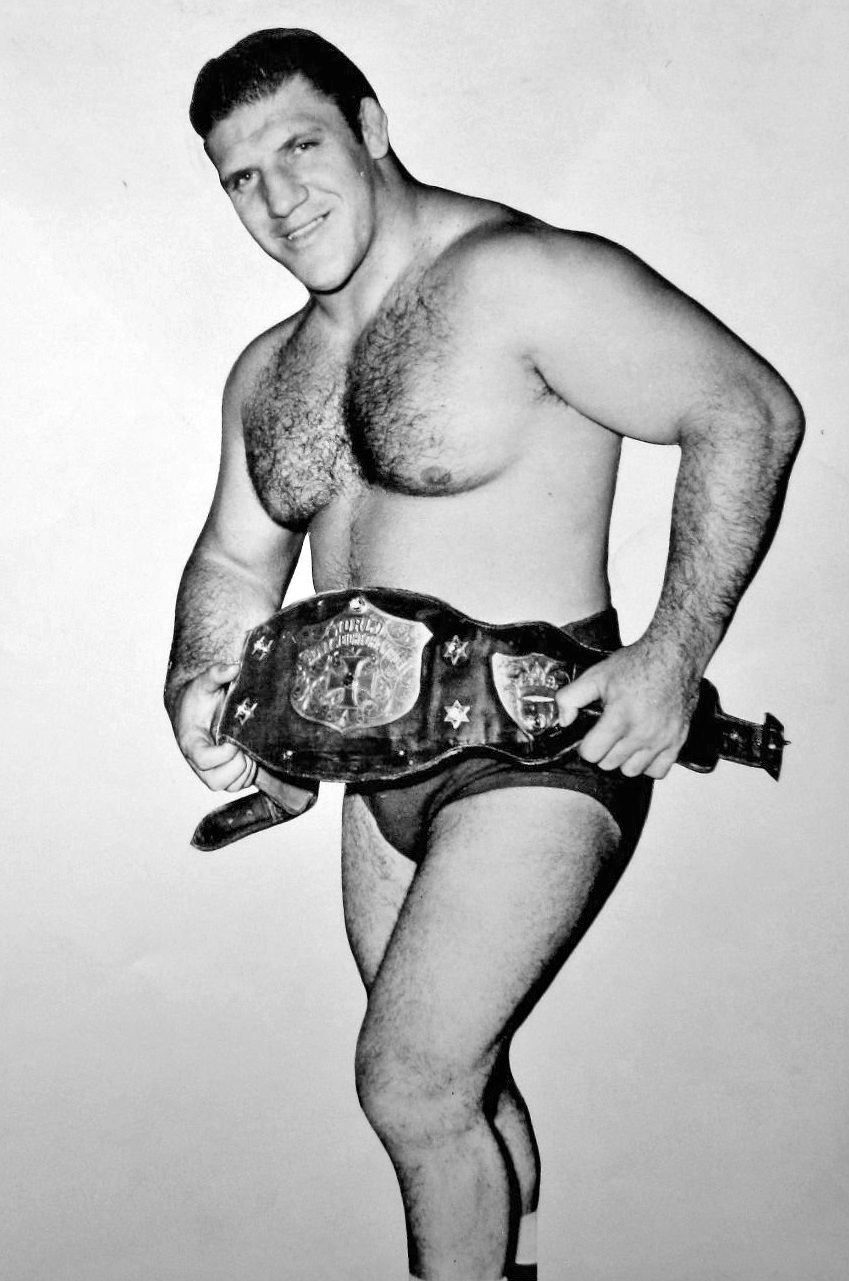
Bruno Sammartino avec la ceinture de champion du monde poids lourd de la WWWF.

Depuis 1960, Bruno Sammartino commence à travailler pour la Capitol Wrestling Federation (CWF) et à partir de septembre 1961 il devient le principal rival du Nature Boy Buddy Rogers qui est alors champion du monde poids-lourds de la National Wrestling Alliance (NWA). Ils s'affrontent à de nombreuses reprises. En 1963, la CWF change de nom pour devenir la World Wide Wrestling Federation (WWWF). Entretemps Sammartino n'est plus membre de la NWA. Le 17 mars, il devient champion du monde poids-lourds de la WWWF après une victoire expéditive en 48 secondes face à Rogers. Gorilla Monssoon devient un de ses principaux rivaux après un combat à Jersey City en octobre se terminant par la victoire par disqualification de Monsoon. Ils s'affrontent à de nombreuses reprises au Madison Square Garden jusqu'en 1969.
Il défend aussi son titre face à d'autres catcheurs comme Shōhei Baba le 17 février 1964.

#### Décès
Le 18 avril 2018, le champion de catch décède à l’âge de 82 ans. Il avait été hospitalisé peu de temps auparavant dans un hôpital de Pittsburgh.

## Palmarès
- Grand Prix Wrestling
  - 1 fois champion par équipes avec Édouard Carpentier

- Maple Leaf Wrestling
  - 1 fois champion par équipes International de la NWA (Toronto version) avec Whipper Billy Watson
  - 1 fois champion Poids-Lourds des États-Unis de la NWA (version Toronto)

- World Wide Wrestling Federation
  - 1 fois champion par équipes International avec Dominic DeNucci
  - 1 fois champion par équipes des États-Unis avec Spiros Arion
  - 2 fois champion de la WWE (plus long règne de l'histoire : 2803 jours)

- Pro Wrestling Illustrated
  - Match de l'année (1972) (Battle royal 14 janvier)[14]
  - Match de l'année (1975) vs. Spiros Arion, 17 mars, New York[14]
  - Match de l'année (1976) vs. Stan Hansen, 26 avril, New York[14]
  - Match de l'année (1977) vs. Billy Graham, 20 avril, Baltimore[14]
  - Match de l'année (1980) vs. Larry Zbyszko à Showdown at Shea dans un match en cage[14]
  - Catcheur le plus inspiré de l'année (1976)[15]
  - PWI Stanley Weston Award (1981)
  - Catcheur de l'année (1974)[16]

- World Wide Wrestling Alliance
  - Membre du Hall of Fame depuis 2008

- World Wrestling Association (Indianapolis)
  - 1 fois Champion par équipes avec Dick the Bruiser

- Wrestling Observer Newsletter awards
  - Rivalité de l'année (1980) (vs. Larry Zbyszko)[17]
  - Membre du Wrestling Observer Hall of Fame (1996)

- Autres
  - Membre du Madison Square Garden Walk of Fame
  - Reçoit les clés de la ville de Franklin lors de l'événement de IWC Night of Legends 3 le 24 mars 2007.

- World Wrestling Entertainment
  - Membre du Hall Of Fame en 2013